# Fanatic
Fanatic – jeden z pierwszych zespołów disco polo. Grupa początkowo koncertowała na zabawach i weselach w okolicach Żyrardowa. Sukces krążącej po okolicy amatorskiej kasety zainspirował właściciela żyrardowskiej hurtowni kaset, Sławomira Skrętę. Odnalazł on członków zespołu i zaproponował im współpracę. W ten sposób powstała pierwsza w Polsce firma fonograficzna nurtu disco polo – Blue Star. W latach 1994–2002 teledyski do piosenek zespołu były emitowane na antenie telewizji Polsat w programie muzycznym Disco Relax. Po długiej przerwie Fanatic pojawił się w 2008 roku w programie Jak oni śpiewają na antenie Telewizji Polsat, gdzie wraz z Anetą Zając wokalista zespołu wykonał największy przebój grupy, czyli „Czarownicę”, która jest coverem utworu Janusza Laskowskiego.
Zespół tworzą: Jerzy Ślubowski, Leszek Nowakowski i Sławomir Osuchowski.

## Dyskografia
- Wszystko się zmieniło – 1990 (Blue Star, BS 006)
- Spadaj mała – 1991
- Inne życie – 1992 (Blue Star, BS 008)
- Łatwa dziewczyna – 1992 (BS 026)
- Fanatic 4 1/2 – 1992 (BS 036)
- Wakacyjna przygoda – 1992 (BS 054)
- Fanatic 5 1/2 – 1993
- Miłości sens – 1993 (BS 092)
- Nowy rozdział – 1994 (BS 150)
- Magia słów – 1994 (Blue Star, BSCD 009, BSMC 202)
- Zakochany chłopak (Dance mix) – 1995 (BS 268)
- Długie drogi – 1997 (BS 334)
- Tak Cię pragnę – 1998 (Omega Music, OMC 312)
- Tylko Ty – 2009 (Blue Mix)
- Niezniszczalni – 2012
- Zwariowana Gocha – 2015

## Nagrody i wyróżnienia
- 2011 – Kryształowy Feniks (nagroda za całokształt pracy artystycznej przyznana na Disco Hit Festival Kobylnica 2011)[7].
- 2014 – Platynowa płyta za album Niezniszczalni[8].